# Le Négociateur (série télévisée, 2023)
Pour les articles homonymes, voir Négociateur.
Production
Diffusion
Le Négociateur est une série télévisée franco-belge réalisée par Arnauld Mercadier d'après un scénario de Yaël Berdugo, et diffusée d'abord en Belgique à partir du 4 novembre 2023 sur La Une et en France à partir du 25 mars 2024 sur TF1.
Cette fiction policière est une coproduction de Caméra Subjective, B2 films, TF1, Be-FILMS et la RTBF (télévision belge).

## Synopsis
Ancien négociateur pendant 15 ans à la BRI, Antoine Clerc est pris en otage avec sa fille dans une banque et intègre le groupe du RAID dirigé par Hélène Bannier.

## Distribution principale
Sauf indication contraire, les informations mentionnées dans cette section peuvent être confirmées par les bases de données cinématographiques IMDb et Allociné,  présentes dans la section « Liens externes ».

### Négociateur etRAID
- François-Xavier Demaison : Antoine Clerc, ancien négociateur de la BRI
- Jeanne Bournaud : commandante Hélène Bannier, chef d'équipe du RAID
- Étienne Guillou-Kervern : Hervé Franckin, l'adjoint du commandant Bannier
- Léa Issert : Véra, l'experte informatique du RAID

### Famille d'Antoine Clerc
- Michel Jonasz : Papy Cathou, le père d'Antoine
- Léonie Simaga : Frédérique, la mère de Manon
- Élodie Frenck : Juliette, la mère de Clara
- Barbara Cabrita : Coralie, la mère de Lila (saison 1)
- Tya Deslauriers (saison 1) puis Louna Robin (saison 2) : Manon Clerc, la fille aînée d'Antoine
- Katell Varvat : Clara Clerc, la deuxième fille d'Antoine
- Chloé Rapicault : Lila Clerc, la benjamine d'Antoine

### Famille d'Hélène Bannier
- Sasha Birdy : Hadrien Bannier, le fils d'Hélène

## Production

### Genèse et développement
Cette fiction policière est une coproduction de Caméra Subjective, B2 films (la société de production de François-Xavier Demaison), TF1, Be-FILMS et la RTBF (télévision belge),,, réalisée avec la participation de la Radio télévision suisse (RTS).
La série est créée et écrite par Yaël Berdugo et scénarisée par Yaël Berdugo et Alexis Kebbas.
C'est la seconde fois que TF1 propose une série autour du personnage d'un négociateur après Alex Santana, négociateur (2002-2007).
Fabrice Barnier, le directeur de production, précise : « On a vraiment voulu parler de la vie dans son ensemble d'un négociateur du RAID. La partie privée et professionnelle ».
Le producteur Alexandre Amiel confie : « Le pitch s'est imposé assez rapidement à nous, celui d'un super négociateur de la BRI, qui par contre, n'est pas du tout bon en négociation avec ses trois filles et ses trois ex-femmes. Antoine est un peu comme le veut l'adage populaire, “le cordonnier le plus mal chaussé”. Il excelle sur le terrain mais c'est tout le contraire à la maison. Vous avez parfois de ces chefs d'entreprise qui sont impitoyables au bureau mais qui, à la maison, se font marcher sur les pieds ! ».
François-Xavier Demaison, qui est acteur mais aussi producteur, précise : « Nos méchants, entre guillemets, ne sont pas vraiment des méchants . Ce sont des gens qui décrochent, qui n'arrivent plus à gérer. On veut que ce soit feel good, que tout le monde puisse regarder ensemble. Moi, j'aime la télé quand elle est regardée par toute la famille. ».

### Attribution des rôles
Le Négociateur est la première série télé dans laquelle François-Xavier Demaison tient le rôle principal.
Le comédien confie : Antoine Clerc « est un personnage qui me ressemble beaucoup. C'est un hyper-empathique, qui est très bon dans son boulot, mais qui, chez lui, se fait balader par ses trois filles ». « C'est un papa qui essaie de faire face à toutes les problématiques que posent la petite enfance et l'adolescence. Antoine prend très à coeur son rôle de père, et, moi, je trouve ça bien. Je ne sais pas s'il est l'homme de 2025, mais, quoi qu'il en soit, c'est un personnage dont je me sens proche. Je l'aime beaucoup. ». 
Le producteur Alexandre Amiel raconte que Papy Cathou devait à l'origine être Mamie Cathou : « À l'origine, il y avait un personnage qui s'appelait Mamie Cathou. Mais nous n'étions pas complètement satisfaits des castings et des gens que nous avions pu rencontrer. Et d'un seul coup, le réalisateur a eu une idée : pourquoi ne pas transformer le personnage en Papy Cathou sans changer une seule ligne du scénario. ». La production a alors fait appel à Michel Jonasz : « Il a adoré jouer le personnage, et il l'a incarné à merveille. Nous étions heureux de l'avoir sur la série. Il a vraiment donné vie au personnage. Par exemple, le terme 'Poussin', c'est lui qui en a eu l'idée. ».
Concernant ce terme, Demaison rapporte : « C'est le surnom que me donnait mon grand-père, figurez- vous ! ».

### Tournage
Le tournage des deux premiers épisodes de la série a lieu à partir du 6 février 2023 à Paris,.
Le tournage des épisodes 3 à 6 a lieu du 5 septembre au 31 octobre 2023 dans la région Hauts-de-France, en particulier à Wissant, à La Neuville, à Armentières, au jardin Vauban à Lille, au restaurant « Le Quai » à Lambersart, dans les locaux du siège de La Voix du Nord sur la Grand Place de Lille, à Tourcoing, à Verlinghem et, enfin, à Valenciennes,,.
Le directeur de production précise que la région Hauts-de-France « est le deuxième bassin d'emplois en termes de techniciens audiovisuels. C'était important pour nous de faire participer les Nordistes. On a donc engagé des techniciens et figurants qui viennent d'ici. ».
Le tournage des 6 épisodes de la saison 2 commence le 23 septembre 2024 à Paris et en région parisienne.
Lors du festival Séries Mania, les deux acteurs principaux expliquent au journal La Voix du Nord pourquoi le tournage a quitté le Nord et s'est replié sur la région parisienne. Jeanne Bournaud lâche « C'est de sa faute ! » et François-Xavier Demaison se justifie : « J'étais au théâtre le soir à Paris » sur la scène du théâtre Édouard VII pour jouer La famille avec Michel Jonasz. L'acteur précise : « On a adoré tourner ici, à Calais, à Wissant… On a même tourné à La Voix du Nord et un braquage juste à côté à la bijouterie Lepage… On a passé deux mois extraordinaires. ». Jeanne Bournaud ajoute : « C'est ici qu'on a appris à se connaître d'ailleurs car, quand on tourne à Paris, tout le monde rentre chez soi le soir, alors qu'en province, il y a plus de vie après le tournage, on sort, on va au karaoké à Calais… Alors qu'à Paris, on n'a pas dîné une seule fois ensemble. ». 
Le journal La Voix du Nord conclut : « En tout cas, l'équipe espère pouvoir revenir dans le Nord pour la saison 3. ».

### Fiche technique
Sauf indication contraire, les informations mentionnées dans cette section peuvent être confirmées par les bases de données cinématographiques IMDb et Allociné,  présentes dans la section « Liens externes ».
- Titre français : Le Négociateur
- Genre : Policier
- Production : Alexandre Amiel, François-Xavier Demaison (B2 films)[1], Fabrice Barnier
- Sociétés de production : Caméra Subjective, B2 films, TF1, Be-FILMS et la RTBF[1],[2]

Réalisation : Arnauld Mercadier (saison 1) ,, et Vincent Giovanni (saison 2)
- Scénario : Yaël Berdugo[1],[3],[9]
- Musique : Brice Davoli
- Décors : Hérald Najar
- Costumes : Pauline Berland
- Photographie : David Ciccodicola[3],[9]
- Son : Ludovic Escallier
- Montage : Bénédicte Cazauran
- Maquillage : Natacha Ribeiro
- Pays de production :  France /  Belgique
- Langue originale : français
- Format : couleur
- Nombre de saisons : 2
- Nombre d'épisodes : 12
- Durée : 52 minutes
- Dates de première diffusion :
  - Belgique : 4 novembre 2023 sur La Une (2 premiers épisodes)[14],[15]
  - France : 
    - Saison 1 : 25 mars 2024 sur TF1[16]
    - Saison 2 : 19 mai 2025 sur TF1[5],[7]

## Épisodes

### Première saison (2024)

#### Épisode 1:Le négociateur (Partie 1)
- Kévin Azaïs : Fabien Lecuyer
- Isabelle Leprince : Brigitte Leroy
- Xin Wang : Isia Wong
- Véronique Frumy : Georgette Lerignac
- Bertrand Goncalves : César Pierrat
- Benjamin Bourgois : Guillaume Chassagne
- Clément Moreau : Clément Gonzales
- Yanis Skouta : Karim Benkirane
- Chloé Renaud : Stella Lecuyer
- Benjamin Gaitet : Victor
- Philippe Dusseau : le préfet
- Sébastien Deleau : Verdier
- Claire Fournier : journaliste LCI

#### Épisode 2:Le négociateur (Partie 2)
- Acteurs invités : voir Épisode 1

#### Épisode 3:Jamais sans mes vaches
- Arthur Jugnot : Marc Cholet
- Adrienne d'Anna : Vanessa Cholet
- Alexis Loret : Vincent Cholet
- Selma Kouchy : Coline Durand
- Damien Bellard : Mehdi Khetani
- Benoît Tachoires : Hubert Marchand
- Alain Stern : Germain Barrois
- Pierre Cartonnet : Mario
- Rebecca Tetens : Élie

#### Épisode 4:Les bijoux de Lady Y
- Kim Zakine : Lady Y
- Amina Zouiten : Emma
- Rebecca Benhamour : Chloé
- Maxine Okoko : Aissa
- Cédric Le Maoût : l'attaché de presse
- Yassim Ait Abdelmalek : Romain Bissa

#### Épisode 5:Contre la montre
- Thierry Desroses : Virgile Martelli
- François Godart : M. Tanti
- Marius et Octave Delepaule : Éliott
- Justine Corrion : la mère d'Éliott

#### Épisode 6:Compétition à haut risque
- Olivia Bonamy : Sandra
- Adrien Rob : Vassili
- Daphné Girard : Lorie
- Antoinette Giret : Jade
- Carla Souary : Mélissa
- Valérie Romenski : Alice

### Deuxième saison (2025)

#### Épisode 1:Un enfant à tout prix
Alors qu'Hélène apprend à contrecœur qu'elle attend un enfant, son équipe doit intervenir sur une prise d'otages commise par Audrey Dulong, une femme qui ne parvient pas à devenir mère. Elle s'en prend au professeur Vogue, à la tête d'un centre de fertilité d'un nouveau genre. Par ailleurs, Juliette, en galère dans son restaurant, mobilise Fred et Papy Cathou pour assurer le service. 
- Élodie Navarre : Audrey Dulong
- Benjamin Egner : Jérôme Vogue
- Clément Aubert : Sylvain Dulong
- Stéphane Boucher : Maurice Dulong
- Murielle Huet des Aunay : Laura Schmitt
- Florian Boulay : Simon Serégale

#### Épisode 2:Au nom du fils
Après des décennies de bons et loyaux services, Renaud a été congédié du haras de la famille Lombard dont il était le gardien. Le propriétaire a également déposé une plainte contre son fils Orso qu'il accuse d'avoir causé la mort d'un cheval. 
- Jérémie Covillault : Renaud Daré
- Mathieu Berger : Michaël Lombard
- Michel Bompoil : Pierre Lombard
- Luna Lou : Camille Lombard
- Alexandra Mercouroff : Barbara Lombard
- Dimitri Fouque : Orso Daré, le fils de Renaud
- Xavier Maly : Hector Leroy

#### Épisode 3:Sous le chapiteau
Antoine, Hélène et l'équipe du RAID interviennent au sein du cirque Zolora. Sous le chapiteau, l'ancien responsable de la sécurité, Yves Barrour, retient en otage Carole Zolora et son fils, ainsi que Danny Williams, mentaliste. Antoine tente d'apaiser la situation. 
- Nicky Marbot : Yves Barrour
- Tania Garbarski : Carole Zolora
- Ziad Jallad : Danny Williams, le mentaliste
- Louis Cristiani : Marc Zolora
- Frédéric Anscombre : Carlos Tamati
- Max Harter : Clément
- Noémie Caillault : la mère de Clément

#### Épisode 4:Le vrai du faux
Deux jeunes hommes cagoulés font irruption au Musée des Beaux-Arts où est organisée une exposition consacrée à Van Gogh. Ils font évacuer les lieux mais l'un d'eux décide de garder une femme en otage. Le même jour, Lila, convaincue d'avoir été adoptée, fait une fugue. 
- Christiane Millet : Denise Larcher
- Daouda Keita : Samy Hamzy
- Anthony Goffi : Jules Pérignon
- François Bérard : Léo Pelletier
- Mathieu Delarive : Emmanuel Bradebant
- Albane You : Élisa, la petite-fille de Denise Larcher
- Brigitte Masure : Mme Touflan, la voisine d'Antoine Clerc
- Caroline Gay : Mme Lambjou

#### Épisode 5:Amis pour la vie
Un groupe d'amis s'offre un escape game dans un château à l'occasion de l'anniversaire de l'un d'eux. Mais ils se retrouvent piégés par un mystérieux individu qui a pris le contrôle du dispositif et les oblige à se livrer sur leur rôle respectif dans la mort d'un de leurs anciens camarades. Antoine aide les joueurs à franchir les étapes du jeu tout en resserrant l'étau autour du preneur d'otages qui opère à distance. 
- Loriane Klupsch : Ysée
- Kenza Saïb-Couton : Mélissa
- Adrien Truong : Élian
- Roby Schinasi : Paul
- Louison Grimaldi : Mina
- Cyril Aubin : Olivier Monfort

#### Épisode 6:Hélianthus
Hadrien, le fils d'Hélène, est enlevé en pleine rue. Son ravisseur est une connaissance de la patronne du RAID : l'ancien gourou d'une secte qu'elle a contribué à faire tomber. Tout juste sorti de prison, le criminel est déterminé à se venger et contraint Hélène à révéler un lourd secret qui pourrait déstabiliser son équipe.
- Didier Vinson : Rosso
- Alexandre Blazy : Thierry Maillet

## Accueil

### Audience et diffusion

#### Première saison

##### En Belgique
En Belgique, le double épisode pilote, diffusé le 4 novembre 2023 sur La Une, est regardé par 248 035 téléspectateurs et se classe premier en termes d'audience.
Puis la première saison est diffusée, en repartant du double épisode pilote, le jeudi à 20 h 30 sur La Une par salve de deux épisodes du 21 mars au 4 avril 2024.
| Épisode              | Diffusion            | Diffusion            | Audience moyenne          | Audience moyenne | Réf.   |
| Épisode              | Jour                 | Horaire              | Nombre de téléspectateurs | Classement       | Réf.   |
| -------------------- | -------------------- | -------------------- | ------------------------- | ---------------- | ------ |
| 1                    | Jeudi 21 mars 2024   | 20 h 30 - 21 h 25    | 204 101                   | 1er              | [ 18 ] |
| 2                    | Jeudi 21 mars 2024   | 21 h 25 - 22 h 15    | 204 101                   | 1er              | [ 18 ] |
| 3                    | Jeudi 28 mars 2024   | 20 h 30 - 21 h 30    | 253 111                   | 1er              | [ 19 ] |
| 4                    | Jeudi 28 mars 2024   | 21 h 25 - 22 h 15    | 253 111                   | 1er              | [ 19 ] |
| 5                    | Jeudi 4 avril 2024   | 20 h 30 - 21 h 30    | 221 718                   | 2e               | [ 20 ] |
| 6                    | Jeudi 4 avril 2024   | 21 h 25 - 22 h 15    | 221 718                   | 2e               | [ 20 ] |
|                      |                      |                      |                           |                  |        |
| Moyenne de la saison | Moyenne de la saison | Moyenne de la saison | 226 310                   |                  |        |

- Les plus hauts chiffres d'audience
- Les plus bas chiffres d'audience

##### En France
En France, la première saison est diffusée le lundi à 21 h 10 sur TF1 par salve de deux épisodes du 25 mars au 8 avril 2024.
| Épisode              | Diffusion            | Diffusion            | Audience moyenne          | Audience moyenne                       | Audience moyenne         | Audience moyenne | Réf.   |
| Épisode              | Jour                 | Horaire              | Nombre de téléspectateurs | Part de marché (sur les 4 ans et plus) | Part de marché (FRDA-50) | Classement       | Réf.   |
| -------------------- | -------------------- | -------------------- | ------------------------- | -------------------------------------- | ------------------------ | ---------------- | ------ |
| 1                    | Lundi 25 mars 2024   | 21 h 10 - 22 h 05    | 4 350 000                 | 21,3 %                                 | 28 %                     | 1er              | [ 21 ] |
| 2                    | Lundi 25 mars 2024   | 22 h 10 - 23 h 00    | 4 030 000                 | 25,1 %                                 | 28 %                     | 1er              | [ 21 ] |
| 3                    | Lundi 1er avril 2024 | 21 h 10 - 22 h 10    | 4 190 000                 | 20,6 %                                 | 23,8 %                   | 1er              | [ 22 ] |
| 4                    | Lundi 1er avril 2024 | 22 h 10 - 23 h 10    | 3 560 000                 | 21,9 %                                 | 23,8 %                   | 1er              | [ 22 ] |
| 5                    | Lundi 8 avril 2024   | 21 h 10 - 22 h 10    | 3 800 000                 | 18,6 %                                 | 22,1 %                   | 1er              | [ 23 ] |
| 6                    | Lundi 8 avril 2024   | 22 h 10 - 23 h 10    | 3 310 000                 | 20,7 %                                 | 22,1 %                   | 1er              | [ 23 ] |
|                      |                      |                      |                           |                                        |                          |                  |        |
| Moyenne de la saison | Moyenne de la saison | Moyenne de la saison | 3 870 000                 | 21,4 %                                 | 24,6 %                   | 1er              | [ 24 ] |

- Les plus hauts chiffres d'audience
- Les plus bas chiffres d'audience

#### Deuxième saison

##### En France
En France, la deuxième saison est diffusée le lundi à 21 h 10 sur TF1 par salve de deux épisodes du 19 mai au 2 juin 2025.
| Épisode              | Diffusion            | Diffusion            | Audience moyenne          | Audience moyenne                       | Audience moyenne         | Audience moyenne | Réf.   |
| Épisode              | Jour                 | Horaire              | Nombre de téléspectateurs | Part de marché (sur les 4 ans et plus) | Part de marché (FRDA-50) | Classement       | Réf.   |
| -------------------- | -------------------- | -------------------- | ------------------------- | -------------------------------------- | ------------------------ | ---------------- | ------ |
| 1                    | Lundi 19 mai 2025    | 21 h 10 - 22 h 10    | 3 189 000                 | 17,3 %                                 | 19,2 %                   | 2e               | [ 25 ] |
| 2                    | Lundi 19 mai 2025    | 22 h 10 - 23 h 20    | 2 470 000                 | 18,3 %                                 | 19,2 %                   | 1er              | [ 25 ] |
| 3                    | Lundi 26 mai 2025    | 21 h 10 - 22 h 10    | 3 023 000                 | 15,4 %                                 | 18,9 %                   | 2e               | [ 26 ] |
| 4                    | Lundi 26 mai 2025    | 22 h 10 - 23 h 15    | 2 220 000                 | 15,2 %                                 | 18,9 %                   | 1er              | [ 26 ] |
| 5                    | Lundi 2 juin 2025    | 21 h 15 - 22 h 10    | 2 790 000                 | 14,8 %                                 | 20,4 %                   | 2e               | [ 27 ] |
| 6                    | Lundi 2 juin 2025    | 22 h 10 - 23 h 15    | 2 270 000                 | 15,2 %                                 | 20,4 %                   | 2e               | [ 27 ] |
|                      |                      |                      |                           |                                        |                          |                  |        |
| Moyenne de la saison | Moyenne de la saison | Moyenne de la saison | 2 660 000                 | 16 %                                   | 19,5 %                   |                  | [ 28 ] |

- Les plus hauts chiffres d'audience
- Les plus bas chiffres d'audience

### Accueil critique
Pour Vanessa Vansuyt, du magazine Moustique, « Le pitch de cette nouvelle série, signée TF1, est prometteur. Et ces deux premiers épisodes donnent à voir ce qui pourrait s'avérer une excellente fiction. Le monde des négociateurs est trop rarement exploité dans la fiction française. Il s'appuie ici sur un excellent casting, emmené par François-Xavier Demaison. À ses côtés, on retrouve Michel Jonasz dans la peau d'un papy gentil mais légèrement encombrant. C'est aussi la force de ce Négociateur : entre les scènes d'action et d'intervention, plusieurs séquences, notamment celles tournées dans le cadre familial, amènent une touche de légèreté et d'humour. Un petit régal qui, on l'espère, sera prolongé ».
Le magazine Télérama estime que « Dans le rôle du négociateur ultra empathique obligé de reprendre du service, François-Xavier Demaison fait le job. Et si on ne s'inquiète jamais vraiment pour les otages, on sourit quelquefois. ».
Pour Télé-Loisirs, qui souligne que Jeanne Bournaud est très convaincante dans son rôle de commandante du RAID, « Le Négociateur ne marque clairement pas une révolution majeure dans l'histoire des séries mais, dans son registre et avec ses arguments (sa bonne caractérisation de ses personnages, sa drôlerie, sa mise en scène efficace, ses comédiens...), elle se révèle un indéniable et bon divertissement. ».